# Teyonah Parris
Teyonah Parris (/tiˈɒnə/ tee-ON-ə; sinh ngày 22 tháng 9 năm 1987) là nữ diễn viên người Mỹ, sau khi tốt nghiệp trường âm nhạc Juilliard, cô bắt đầu tham gia diễn xuất từ năm 2010. Những vai diễn nổi bật đầu tiên của cô là Dawn Chambers trong phim truyền hình Mad Men (2012–2015, đài AMC) và vai chính trong phim điện ảnh Dear White People (2014). Sau đó, Parris tiếp tục tham gia các phim khác như Empire (2014), Chi-Raq (2015) và If Beale Street Could Talk (2018).
Năm 2021, Parris thủ vai chính trong phim kinh dị Candyman và vai siêu anh hùng Monica Rambeau trong Vũ trụ Điện ảnh Marvel.

## Sự nghiệp
Năm 2010, Teyonah có vai diễn truyền hình đầu tay với một vai khách mời trong phim The Good Wife. Năm 2012, cô thủ vai phụ Dawn Chambers trong sê-ri Mad Men của đài AMC.
Nữ diễn viên được biết tới nhiều hơn khi tham gia phim điện ảnh Dear White People năm 2014, cùng năm, cô đóng vai chính trong sê-ri truyền hình Survivor's Remorse. Năm 2015, Parris tham gia phim chính kịch Chi-Raq của đạo diễn Spike Lee và giành được một đề cử giải NAACP (giải nghệ thuật do Hiệp hội Quốc gia vì Sự Tiến bộ của Người Da màu Hoa Kỳ tổ chức) ở hạng mục Nữ diễn viên điện ảnh xuất sắc cho phim này.

## Đời tư
Tháng 9 năm 2022, Parris và chồng cô là James cho biết cả hai sắp có con. Họ sinh con gái đầu lòng đầu năm 2023.

## Danh sách phim

### Điện ảnh
| Năm  | Tên                                              | Vai                      | Ct            |
| ---- | ------------------------------------------------ | ------------------------ | ------------- |
| 2010 | Empire Corner                                    | Alma                     | Phim ngắn     |
| 2010 | Wu is Dead                                       | Alma                     | Phim ngắn     |
| 2010 | How Do You Know                                  | Riva                     |               |
| 2013 | A Picture of You                                 | Mika                     |               |
| 2014 | Dear White People                                | Colandrea "Coco" Conners |               |
| 2014 | They Came Together                               | Wanda                    |               |
| 2015 | Five Nights in Maine                             | Penelope                 |               |
| 2015 | Where Children Play                              | Bellissima Mccain        |               |
| 2015 | Chi-Raq                                          | Lysistrata               |               |
| 2016 | Love Under New Management: The Miki Howard Story | Miki Howard              | Đồng sản xuất |
| 2016 | 90 Days                                          | Jessica                  | Phim ngắn     |
| 2018 | If Beale Street Could Talk                       | Ernestine Rivers         |               |
| 2019 | Point Blank                                      | Taryn                    |               |
| 2020 | Charm City Kings                                 | Terri                    |               |
| 2020 | The Photograph                                   | Asia                     |               |
| 2021 | Candyman                                         | Brianna Cartwright       |               |
| 2023 | They Cloned Tyrone                               | Yo-Yo                    |               |
| 2023 | The Marvels                                      | Monica Rambeau           |               |
| 2023 | Dashing Through the Snow                         | Allison Garrick          |               |